# Hydrogenosomy
Hydrogenosomy – organella występujące w komórkach anaerobów. 
Hydrogenosomy pełnią w komórkach funkcje energetyczne (są odpowiednikami mitochondriów). Powstały w wyniku adaptacji do życia w środowisku beztlenowym i występują u niektórych wiciowców, orzęsków i grzybów. W silnie zasolonych głębinach Morza Śródziemnego odkryto 3 gatunki kolczugowców, których komórki zawierają organelle podobne do hydrogenosomów.